# Позднее шоу
«Позднее шоу» — кинофильм. Приз МКФ (Берлин).

## Сюжет
Для поддержания финансовой стабильности пожилой частный детектив Айра Уэллс специализируется в основном на бракоразводных процессах. После загадочного убийства его друга и бывшего партнёра по бизнесу Гарри Ригана Уэллс решает непременно найти преступника, а также завершить расследование начатого Риганом дела о пропаже кота эксцентричной особы по имени Марго Сперлинг.

## В ролях
- Лили Томлин — Марго Сперлинг
- Арт Карни — Айра Уэллс
- Билл Мэйси — Чарли Хэттер
- Юджин Роч — Ронни Брайдуэлл
- Джоанна Кэссиди — Лора Брайдуэлл

## Награды и номинации
Полный перечень наград и номинаций — на сайте IMDB.
| Премия                   | Категория                            | Имя           | Результат |
| ------------------------ | ------------------------------------ | ------------- | --------- |
| Оскар                    | Лучший оригинальный сценарий         | Роберт Бентон | Номинация |
| BAFTA                    | Лучшая актриса                       | Лили Томлин   | Номинация |
| Золотой глобус           | Лучшая актриса в мюзикле или комедии | Лили Томлин   | Номинация |
| Берлинский кинофестиваль | Золотой медведь                      | Роберт Бентон | Номинация |
| Берлинский кинофестиваль | Серебряный медведь                   | Лили Томлин   | Победа    |
| Премия Эдгара Аллана По  | Лучший фильм                         | Роберт Бентон | Победа    |